# Action Européenne des Handicapés
Die Action Européenne des Handicapés (AEH) ist ein Zusammenschluss von derzeit 24 europäischen Organisationen, die sich für die Belange von Menschen mit Behinderungen einsetzen. Alle Organisationen innerhalb der AEH haben ihren Sitz in Ländern der Europäischen Union. Mitglieder sind unter anderem Behindertenorganisationen aus Frankreich, Luxemburg, Belgien, Großbritannien, Deutschland, den Niederlanden, Österreich und Spanien.

## Geschichte und Organisation
Die AEH wurde im Jahr 1979 in Luxemburg gegründet. Sie ist politisch und konfessionell neutral und wird von einem ehrenamtlich tätigen Präsidium geführt. Es besteht aus einem Präsidenten, drei Vizepräsidenten, einem Schatzmeister und mehreren Beisitzern. Die Zahl der Beisitzer richtet sich nach der Anzahl der Länder, die Mitgliedsverbände in der Vereinigung haben und die im europäischen Parlament vertreten sind. AEH-Präsidentin ist seit dem 12. Juni 2009 Ulrike Mascher. Vorher hatte Walter Hirrlinger dieses Amt inne; er wurde am 12. Juni 2009 zum Ehrenpräsident der AEH ernannt. Das Generalsekretariat ist beim Sozialverband VdK Deutschland angesiedelt.

## Ziele
Ziele und Forderungen der AEH sind
- die Verbesserung der Lebensbedingungen von Menschen mit Behinderungen und deren Familien,
- die Erreichung der Chancengleichheit für behinderte Menschen in allen Lebensbereichen,
- die Forderung nach gezielten und wirksamen Maßnahmen zur Eingliederung von Menschen mit Behinderungen in Gesellschaft und Arbeitswelt und
- die Aufklärung der Öffentlichkeit über europaweite und länderspezifische Probleme von Menschen mit Behinderungen.

Diese Aufgaben erfüllt die AEH, indem sie Einfluss auf die europäische Gesetzgebung nimmt und mit anderen Institutionen und Organisationen zusammenarbeitet.
Die AEH ist Mitglied des Europäischen Behindertenforums/European Disability Forum (EDF), welches die Europäische Kommission als beratendes Gremium in Fragen der Behindertenpolitik unterstützt.

## Mitglieder der AEH
- Algemene Nederlandse Gehandicapten Organisatie (ANGO), Amersfoort, Niederlande
- Association des Parents d’Enfants Mentalement Handicapés (APEMH), Esch/Alzette, Luxemburg
- Bundesarbeitsgemeinschaft der Clubs Behinderter und ihrer Freunde e. V. (BAGcbf), Mainz, Deutschland
- Bundesarbeitsgemeinschaft Selbsthilfe für Menschen mit Behinderungen e. V. (BAGS), Düsseldorf, Deutschland
- Bundesverband der Kehlkopflosen und Kehlkopfoperierten e. V. (BVK), Bonn, Deutschland
- Büro für Integrationsprojekte, Hohenems, Österreich
- Europäische Konföderation der Laryngektomierten (C.E.L.), Chemnitz, Deutschland
- Habinteg Housing Association, London, Großbritannien
- Katholieke Vereniging Gehandicapten (KVG), Antwerpen, Belgien
- Kriegsopfer- und Behindertenverband Österreich (KOBV-Ö), Wien, Österreich
- PEGAP NY Athen, Griechenland
- Scope, London, Großbritannien
- Sozialverband VdK Deutschland e. V. Bonn, Deutschland
- Groupement Européen pour l'Emploi des Personnes avec un Handicap Mental (GEEPHM), Madrid, Spanien sowie deren Mitglieder:
  - Bundesarbeitsgemeinschaft Werkstätten für behinderte Menschen (BAG:WfbM), Frankfurt, Deutschland
  - Confederación Española de Organizaciones en favor de las Personas con Retraso Mental (FEAPS) Madrid, Spanien
  - EFOEZ, Budapest, Ungarn
  - PEGAP-NY, Athen, Griechenland
  - Federação Nacional de Cooperativas de Solidariedade Social (FENACERCI), Lissabon, Portugal
  - SONČEK, Maribor, Slowenien
  - SUNBEAM HOUSE SERVICES, Bray, Irland
  - WAAK, Kuurne, Belgien